# Benjamin Goldwasser
Benjamin Nicholas Goldwasser, detto Ben (Mishawaka, 17 dicembre 1982), è un polistrumentista statunitense, membro del gruppo rock psichedelico MGMT, in cui principalmente suona la tastiera e canta.
Nel 2009, la sua canzone "Electric Feel" (scritta con Andrew VanWyngarden), remixata da Justice, vinse un Grammy Award nella categoria "Grammy Award for Best Remixed Recording, Non-Classical". Nel 2010 con gli MGMT ha ricevuto una nomination per il Grammy per "Best New Artist" e "Best Pop Performance by a Duo or Group with Vocals".

## Biografia
Goldwasser è nato a Mishawaka, in Indiana. È di origine ebraica da parte di padre. Ha iniziato a prendere lezioni di piano quand'era ragazzino, e suonava nella band jazz del suo liceo. Una delle sue influenze liceali furono i Suicide.